# Nacionalno prvenstvo ZDA 1895
Nacionalno prvenstvo ZDA 1895 v tenisu.

## Moški posamično
Fred Hovey :  Robert Wrenn  6-3 6-2 6-4

## Ženske posamično
Juliette Atkinson :  Helen Hellwig  6-4, 6-2, 6-1

## Moške dvojice
Malcolm Chace /  Robert Wrenn :  Clarence Hobart /  Fred Hovey 7–5, 6–1, 8–6

## Ženske dvojice
Helen Hellwig /  Juliette Atkinson :  Elisabeth Moore /  Amy Williams 6–2, 6–2, 12–10

## Mešane dvojice
Juliette Atkinson /  Edwin P. Fischer :  Amy Williams /  Mantle Fielding 4–6, 8–6, 6–2